# Municipio de Fefen
El municipio de Fefen es un municipio de los Estados Federados de Micronesia. Se encuentra en el estado de Chuuk, en la parte occidental del país, a 700 km al oeste de Palikir, el centro del Gobierno Nacional. Tiene 4.062 habitantes (año 2011). El municipio de Fefen se encuentra en la isla de Fefen.
Principales núcleos de población del municipio de Fefen:
- Ununo
- Wininis
- Messa
- Fongen
- Kukuwu
- Feini
- Aun
- Sapotiu
- Onongoch
- Sopuo
- Sapota
- Sapore
- Manukun
- Upwein
- Mwen
- Meseiku
- Fason
- Pieis
- Saporanong

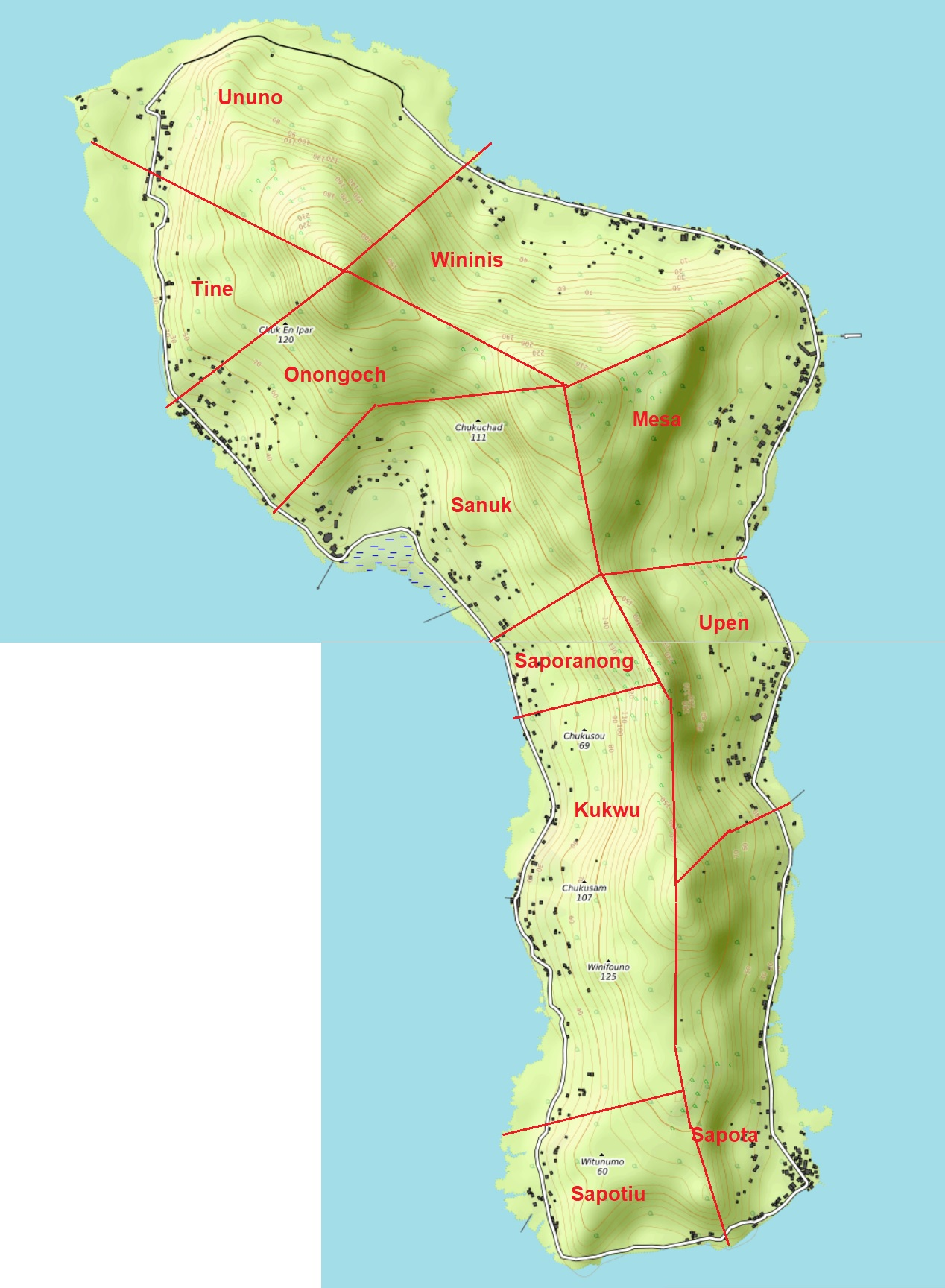

Las siguientes características naturales se pueden encontrar en el municipio de Fefen:
- Chuk en Ipar (montaña)
- Chukuchad (montaña)
- Chukusou (montaña)
- Isla Fefen
- Winifouno (colina)
- Witunumo (colina)

Tiene clima tropical. La temperatura media es de 20 °C. El mes más caluroso es abril, con 24 °C, y el más frío agosto, con 20 °C. La precipitación media es de 3.807 milímetros al año. El mes más lluvioso es agosto, con 448 milímetros de lluvia, y el menos lluvioso enero, con 165 milímetros.